# Хатӗр пул
Хатӗр пул (с чуваш. — «Будь готов») — всесоюзный ежемесячный пионерский литературно-художественный журнал для детей и юношества на чувашском языке, издававшийся в Чебоксарах (Чувашская АССР) с 1929 по 1941 и с 1977 по 1991 год.

## История

### 1929—1941
12—13 апреля 1928 года Секретариат Чувашского обкома ВКП(б) принял постановление о необходимости издания пионерского журнала. Первый номер журнала тиражом 3000 экземпляров вышел в феврале 1929 года в городе Чебоксары. Журнал имел объём от 1,25 до 2,0 печатных листов. Выходил 1 раз в месяц.
Журнал был адресован пионерам и школьникам и издавался областным комитетом ВЛКСМ и Народным комиссариатом просвещения Чувашской АССР. Среди авторов: Кудрявцев-Ильин, Михаил Ильич, У. Мишши, М. Трубина, П. Митта, И. Малкай, Л. Агаков, В. Митта, В. Алагер, С. Лашман, К. Чулгась.
В первые годы в журнале публиковались материалы о событиях в СССР; были введены рубрики: «Индустриализируется страна», «Индустриализуется республика», «Знакомьтесь: план», «Уголок пятилетнего плана». Были статьи, посвящённые таким стройкам как: Магнитогорский металлургический комбинат, Днепрогэс, Ростсельмаш, а также крупным промышленным и строительным объектам Чувашской АССР: Вурнарскому фосфоритному заводу, Канашскому вагоноремонтному заводу и т. д.
С июня 1941 года — с началом Великой Отечественной войны — издание журнала было прекращено.

### 1977—1991
В марте 1977 году издание журнала было возобновлено как орган Чувашского обкома ВЛКСМ, областного Совета пионерской организации им. В. И. Ленина и Союза писателей Чувашской АССР. Среди авторов: Желтов, Михаил Павлович. В декабре 1991 года вышел последний номер пионерского журнала «Хатӗр пул».

## Редакторы
И. Я. Яковлев, П. Иванов, В. Марковников, А. С. Сымокин, А. Пушкин, Л. Я. Агаков, И. М. Алтын-Баш, М. Огородников, А. Д. Калган и др.

## После 1991

### Журнал «Ҫилҫунат»
С января 1992 года редакция журнала стала издавать новый журнал с называнием «Ҫилҫунат» («Пегас»). Учредителями журнала выступили Государственный комитет Чувашской Республики по печати и информации и трудовой коллектив редакции.

### Журнал «Самант»
С октября 2003 года в Чебоксарах издаётся журнал «Самант» («Миг»), позиционирующий себя как продолжатель традиций журнала «Ҫилҫунат». Издание являлось ежемесячным журналом для старшеклассников и молодёжи, выходило на чувашском языке; учредители — Министерство информационной политики и массовых коммуникаций Чувашской Республики, издательский дом «Хыпар». Тираж ок. 1000 экз. (2015). Главным редактором являлась Г. Платонова.